# Marian van der Heiden
Marian van der Heiden (Rotterdam, 6 december 1953) is een Nederlandse kinderboekenschrijfster.

## Levensloop
Van der Heiden werd geboren als jongste uit een gezin van drie kinderen. Op de middelbare school begon ze serieus met het schrijven van verhalen. Door haar eigen dochters geïnspireerd begon ze beroepshalve te schrijven. Ze heeft een lange tijd in de Franse Pyreneeën gewoond, maar onderwijst tegenwoordig op een basisschool in Rotterdam.